# Janko Matúška

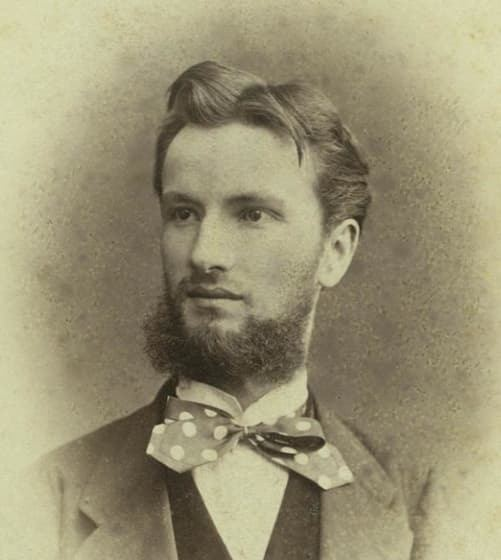
Janko Matúška

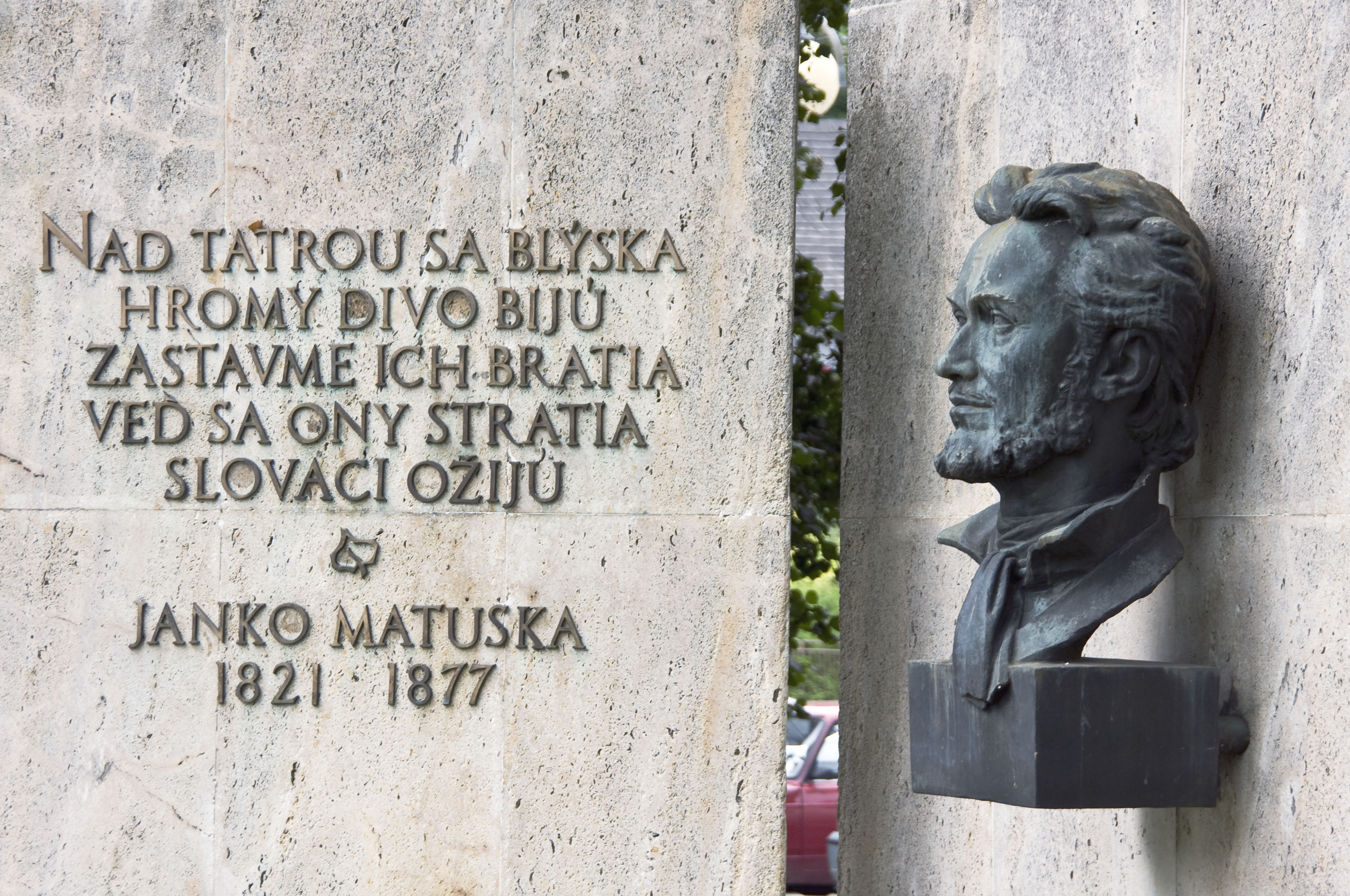
Denkmal in Dolný Kubín

Janko Matúška (* 10. Januar 1821 in Dolný Kubín, Königreich Ungarn; † 11. Januar 1877 ebenda) war ein slowakischer Dichter, Schriftsteller und Urkundsbeamter. Er ist bekannt als Autor der slowakischen Hymne Nad Tatrou sa blýska („Es blitzt über der Tatra“).

## Leben
Matúška wurde in eine Handwerkerfamilie geboren. Er besuchte Schulen in Dolný Kubín und das Gymnasium in Gemer, bevor er am lutherischen Lyzeum zu Pressburg Theologie zu studieren begann. Dort war er auch Mitglied des Instituts für slowakische Sprache und Literatur. Im März verließ er mit weiteren Studenten das Lyzeum, als Ľudovít Štúr, der dort bis zu dieser Zeit am Institut lehrte, wegen seiner pro-slowakischer Stellung abgesetzt wurde. Schließlich beendete er seine Studien am lutherischen Gymnasium in Tisovec.
Von 1850 bis 1870 arbeitete er in verschiedenen Regierungsämtern, dann ab 1870 als Urkundsbeamter am Komitatsgericht des Komitats Arwa. Er starb am 11. Januar 1877 in Dolný Kubín, einen Tag nach seinem 56. Geburtstag.

## Werke
Matúška ist als Dichter der Štúr-Generation einzuordnen. Er schrieb meist patriotische Gedichte und Sagen, daneben auch Prosa und Drama; nach den Revolutionen von 1848/49 hörte er auf zu schreiben.

### Poesie
- Nad Tatrou sa blýska (Es blitzt über der Tatra)
- Púchovská skala (Felsen von Puchau)
- Svätý zákon (Heiliges Testament)
- Hrdoš
- Sokolíček plavý (Kleiner blauer Falke)
- Preletel sokolík nad tichým Dunajom (Ein kleiner Falke überflog die stille Donau)
- Slepý starec (Blinder Alte)
- Po dolinách (Durch die Tälern)
- Vzdychy spod Lysice (Seufzen unter Lysica)
- Kozia skala (Ziegenfelsen)

### Drama und Prosa
- Zhoda liptovská, Novelle
- Siroty (Verwaiste), Drama

### Sammelbände
- 1921 – Janka Matúšku Zobrané spisy básnické
- 1971 – Piesne a báje

## Sonstiges
Der in der Westslowakei liegende Ort Matúškovo ist seit 1948 nach ihm benannt.